# Heinrich von Crumpipen
Heinrich Hermann Werner Franz Anton von Crumpipen, in vallone Hendrik Herman Werner Frans Anton van Crumpipen (Bruxelles, 1738 – Stoccarda, 1811), è stato un politico, diplomatico e nobile belga naturalizzato austriaco.

## Biografia

### I primi anni e la carriera diplomatica
Nato in Germania nel 1738, Heinrich von Crumpipen aveva ascendenze belga, ma la sua famiglia era originaria della Vestfalia (in Germania).
Dopo i primi studi in Germania, dal 1769 al 1787 fu consigliere di stato e consigliere per la guerra nell'amministrazione dei Paesi Bassi austriaci, succedendo in tale posizione al padre Henri, defunto. Come cancelliere del Brabante, suo fratello Joseph Ambroise de Crumpipen fu anch'egli coinvolto nell'amministrazione di quelli che erano i Paesi Bassi austriaci.
Heinrich divenne presidente del consiglio segreto del governatore dei Paesi Bassi Austriaci nel 1790, rimanendo in carica sino al 1793, ma non ebbe vita facile dal momento che nelle sue azioni fu sempre osteggiato dalla popolazione che vedeva in lui un servo di quelli che erano visti come gli invasori austriaci. Quando i Paesi Bassi austriaci vennero invasi dalla Francia rivoluzionaria nel 1794 e alla fine vennero persi dagli Asburgo, von Crumpipen lasciò il paese e decise di portarsi a Vienna per inserirsi nel servizio diplomatico nazionale.

### Il governatorato di Salisburgo

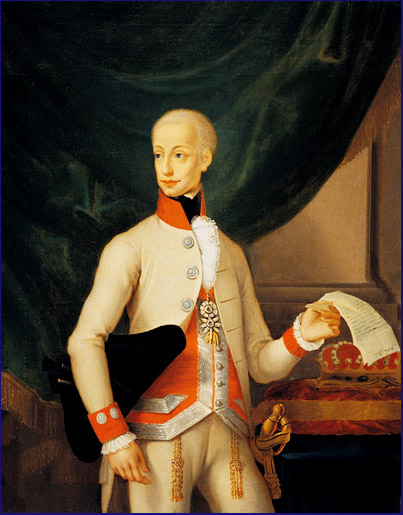
Von Crumpipen fu agente di Ferdinando d'Asburgo-Lorena, ex granduca di Toscana, nell'effimero granducato di Salisburgo.

Crumpipen venne richiamato dalla Svizzera nel 1806 per una questione molto delicata e su espressa richiesta dell'imperatore Francesco I. Ancor prima che il Reichstag di Ratisbona decidesse la mediatizzazione dei principati ecclesiastici della Germania, le truppe austriache avevano puntato sulla secolarizzazione dei principati ecclesiastici interni ai territori della monarchia asburgica e per questo motivo occuparono i principati di Salisburgo, Berchtesgaden, Passavia ed Eichstätt (entrambi situati in Baviera) come compensazione delle perdite territoriali subite durante le guerre napoleoniche. L'Austria riuscì ad ottenere l'abdicazione dal potere secolare dei rispettivi arcivescovi e vescovi delle sedi interessate, ed in particolare fece sensazione la dissoluzione del principato di Salisburgo. La popolazione locale, abituata a secoli di dominio ecclesiastico, pretese la costituzione di uno stato che riconoscesse alla città austriaca un'importanza particolare e per questo venne costituito l'effimero granducato di Salisburgo. Come suo reggente venne designato l'ex granduca Ferdinando III di Toscana, spodestato dal proprio trono dall'occupazione francese in Italia, il quale ad ogni modo preferì continuare a risiedere a Vienna dove si era ritirato ormai in esilio. Il barone von Crumpipen fu dunque uno dei suoi commissari presso Salisburgo, col compito di agire in suo nome e giunse in città il 15 febbraio 1803. Il successivo 16 febbraio, Crumpipen espose pubblicamente l'atto di abdicazione dell'arcivescovo di Salisburgo e il passaggio dei nuovi poteri all'ex granduca.
Crumpipen si occupò contemporaneamente di gestire anche la situazione dell'ex principato ecclesiastico di Berchtesgaden dove ad ogni modo la situazione appariva più semplice e meno articolata rispetto a quella di Salisburgo: il 26 febbraio 1803 si portò in città per raccogliere l'abdicazione del principe-prevosto Josef Konrad e l'11 aprile trasferì in toto i poteri all'arciduca Ferdinando, radunandoli agli uffici presenti a Salisburgo. Crumpipen ricevette per conto del nuovo sovrano l'omaggio dai sudditi di Passavia il 20 aprile 1803 a Waldkirchen (in Baviera), trasferendo anche in questo caso tutti gli uffici governativi a Salisburgo.
Il granduca Ferdinando giunse a Salisburgo il 29 aprile 1803 e vi rimase sino all'agosto 1803, ma comunque non ritenne opportuno sollevare il Crumpipen dal proprio incarico, ma anzi gli affidò la gestione dell'unione di tutti e quattro gli ex principato ecclesiastici sino al 10 ottobre 1803.

### Gli ultimi anni
Nel 1802 venne destinato come ambasciatore nella Confederazione Elvetica dove rimase sino al 1806 per poi essere trasferito sempre come ambasciatore al Regno del Württemberg.
Morì il 28 agosto 1811 a Stoccarda (Germania), mentre era ancora in carica come ambasciatore.